# Saské války
Saské války byl třicet let trvající konflikt mezi králem Karlem Velikým a germánskými Sasy, který skončil franskou anexí Saska a násilnou christianizací dosud pohanských Sasů. Sasové podobně jako ostatní germánské kmeny sousedící s Franskou říší museli již od poloviny 8. století čelit její expanzi. Šíření křesťanství na pohanská území bylo v podání Franků nerozlučně spojeno s šířením franské politické nadvlády. O christianizaci Sasů všemi prostředky usiloval franský panovník Karel Veliký (768–814).

## Historie
Sasové již za Pipina Krátkého (751–768) platili Franské říši vysoký tribut, aby si vykoupili mír. Franko-saské války na plno vypukly roku 772 poté, co byl saskou výpravou vypleněn a vypálen franský kostel v Deventeru. To přimělo Karla Velikého, aby ještě téhož roku v čele franských vojsk napochodoval do pohanského Saska s úmyslem si jej podrobit. Válka probíhala nelítostně a protáhla se až do roku 804, kdy byl zlomen poslední odpor saského odboje.

Franská říše 481–814

V období 772–799 podnikají Frankové Karla Velikého do Saska téměř každoroční válečné nájezdy, aby si Sasy politicky podrobili a aby vymýtili pohanskou víru, která byla duchovním tmelem saského odporu. Sasové navzdory opakujícím se porážkám Frankům vytrvale vzdorovali a pod vedením šlechtice Widukinda se uchylovali k nájezdům proti Franské říši, jakmile Karel Veliký byl zaměstnán bojem jinde. Sasko se Frankům podařilo zlomit až poté, co byla roku 772 nebo 773 zbořena pro Sasy významná pohanská svatyně Irminsul a nastoleny tresty smrti za jakýkoliv projev pohanství (dle Capitulatio de partibus Saxoniae). Přibližně v roce 780 uzavírá Karel spojenectví s obodritským knížetem Vlčanem proti Sasům, přestože sám byl oficiálně pohan. Obsah aliance dnes není znám, ale franští kronikáři vnímají Vlčana jako vazala Karla Velikého, roku 795 umírá v boji se Sasy a knížetem se stává jeho syn Dražko.

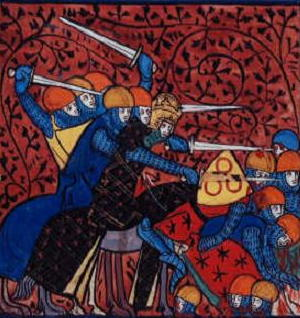
Karel Veliký válčí se Sasy, miniatura 13. stol.

V roce 782 Sasové napadají území Chattů (pozdější Hesensko) ve Franské říši, ale tento germánský kmen byl již plně christianizován a začleněn do Franské říše. Ve stejné době se proti Frankům bouří také pokoření Frísové a odboj Sasů nabírá druhý dech, upouštějí od taktiky loupeživých nájezdů a volí přímé střety s úmyslem Franky vyhnat. V bitvě o Süntelu sice Widukind porazil celou franskou armádu, ale podpory se mu dostávalo jen převážně od saského rolnictva, naopak mnozí šlechtici přešli na stranu Franků. Téhož roku nechal Karel u Verdenu popravit 4 500 Sasů, kteří se bránili christianizaci. V roce 785 se Widukind, patrně si uvědomující bezvýchodnost situace, nechává pokřtít a Karlovi přísahá věrnost, ale záhy poté mizí. Někteří vyslovili domněnku, že byl Franky odstaven do ústraní a zbytek života prožil uvězněn v klášteře. V roce 792 povstávají Vestfálští Sasové v reakci na násilný nábor do francké války proti Avarům a ostatní Sasové se k nim posléze přidávají, jejich povstání je však Franky zcela potlačeno v roce 794. V roce 798 Frankové spolu s Obodrity poráží Nordalbingské Sasy v bitvě u Bornhövedu.
Po těchto prohrách byla většina území Sasů konečně připojena k říši Franků a i následná příležitostná povstání trvající do roku 804 byla trestána s exemplární krutostí. Nejsevernější Nordalbingie připadla slovanským Obodritům. Aby si Karel kontrolu nad porobeným Saskem trvale pojistil, nechal na saském území zřídit několik biskupství a přesídlit 10 000 Sasů do Neustrie, na severu a východě (na řece Labi) pak vytvořil linii obranných marek proti Dánům a Slovanům.
Po smlouvě z Verdunu (843) připadlo téměř celé Sasko Východofranské říši.

## Galerie

Jezdecká soška Karla Velikého z 9. století v Louvru
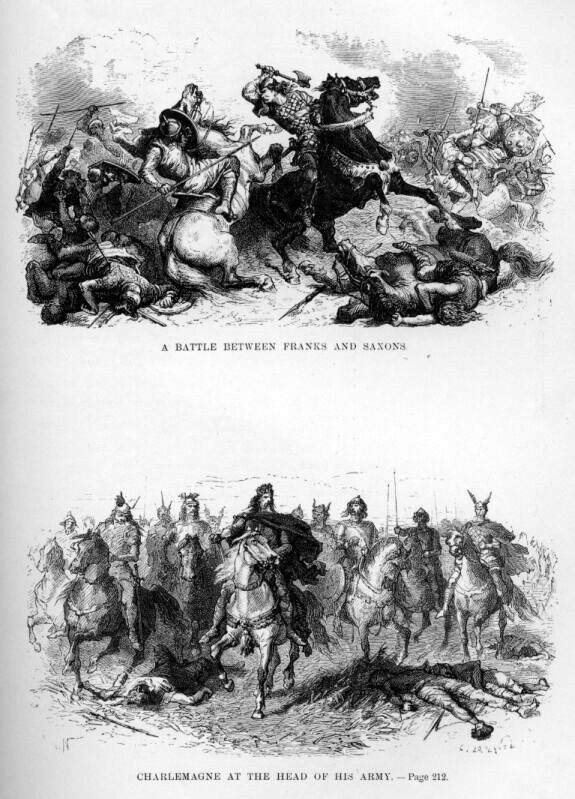
Karel Veliký a Sasové, A. de Neuville, 1869
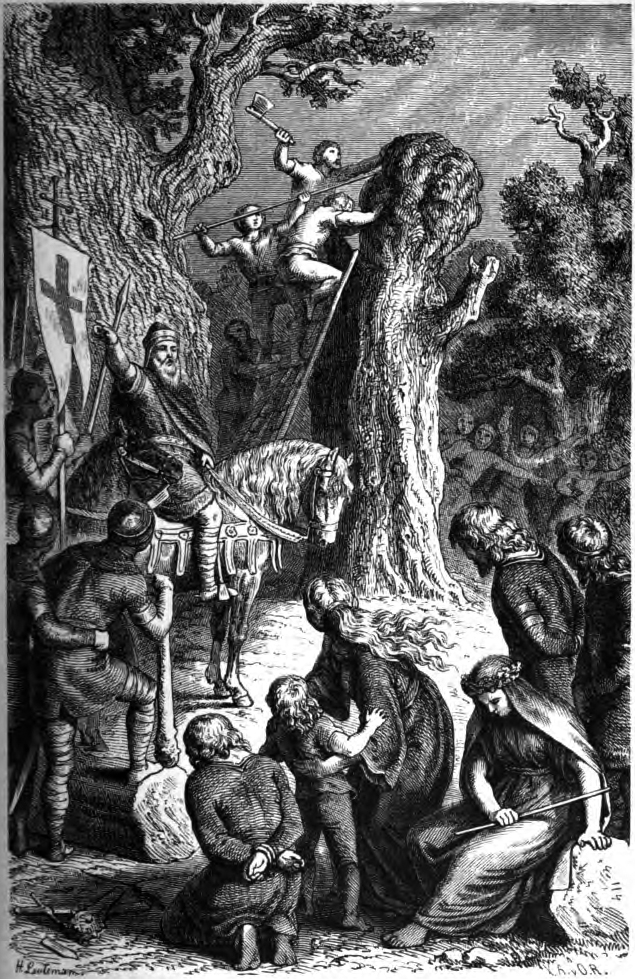
Zničení Irminsulu, H. Leutemann, 1882
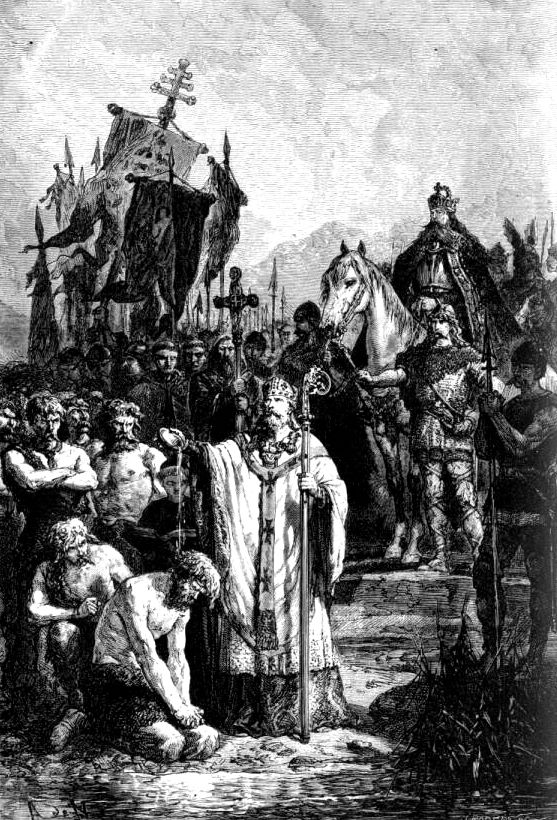
Křest Sasů, A. de Neuville, 1869
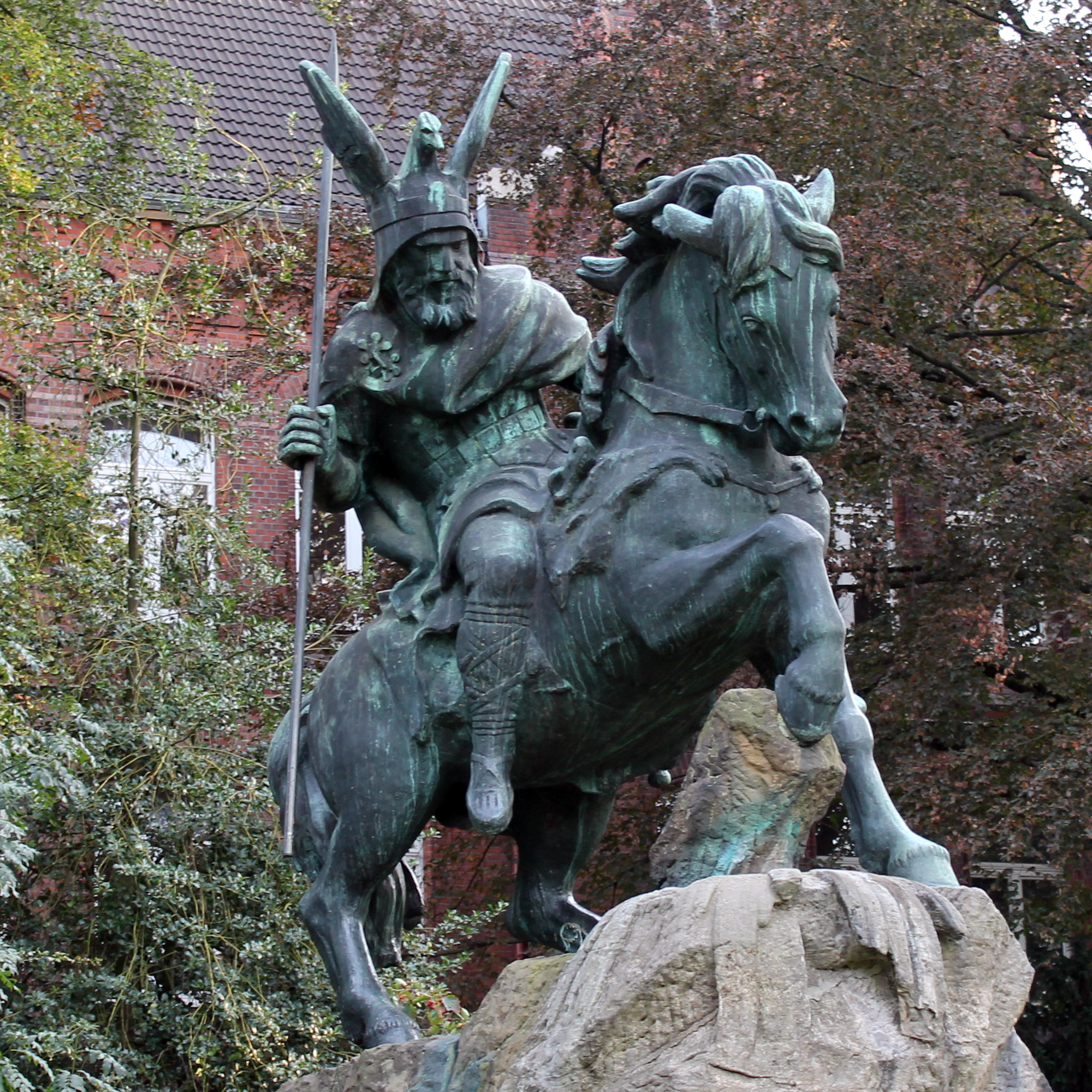
Romantická socha Widukinda v Herfordu v Severním Porýní-Vestfálsku